# Тугак (Нурабадский район)
Тугак (тадж. Туғак) — село (тадж. деҳа) в Нурабадском районе Республики Таджикистан. Административно относится к сельской общине Мехробод (бывший Комсомолабад, Пумбачи).
Расстояние от села до центра района (пгт Дарбанд) — 24 км, до центра общины (село Мехробод) — 6 км.
Население — 281 человек (2017 г.), таджики.